# La Serra (Riner)
La Serra és una petita serra situada al municipi de Riner (Solsonès), amb una elevació màxima de 787 metres